# Olympische Winterspiele 1994/Teilnehmer (Mongolei)
| Gelbes Symbol für Goldmedaillen mit stilisierten Olympischen Ringen | Graues Symbol für Silbermedaillen mit stilisierten Olympischen Ringen | Braundes Symbol für Bronzemedaillen mit stilisierten Olympischen Ringen |
| ------------------------------------------------------------------- | --------------------------------------------------------------------- | ----------------------------------------------------------------------- |
| —                                                                   | —                                                                     | —                                                                       |

Die Mongolei nahm an den XVII. Olympischen Winterspielen 1994 im norwegischen Lillehammer mit einer Delegation von einem männlichen Athleten im Shorttrack teil. Ein Medaillengewinn gelang ihm nicht.
Als einziger Teilnehmer war der Shorttracker Battschuluuny Bat-Orgil auch Fahnenträger bei der Eröffnungsfeier.

## Teilnehmer nach Sportarten

### Shorttrack
| Athleten                | Wettbewerbe | Vorlauf     | Vorlauf | Viertelfinale | Viertelfinale | Halbfinale    | Halbfinale    | Finale        | Finale        | Rang |
| Athleten                | Wettbewerbe | Zeit        | Rang    | Zeit          | Rang          | Zeit          | Rang          | Zeit          | Rang          | Rang |
| ----------------------- | ----------- | ----------- | ------- | ------------- | ------------- | ------------- | ------------- | ------------- | ------------- | ---- |
| Männer                  |             |             |         |               |               |               |               |               |               |      |
| Battschuluuny Bat-Orgil | 500 m       | 48,63 s     | 3       | ausgeschieden | ausgeschieden | ausgeschieden | ausgeschieden | ausgeschieden | ausgeschieden | 24   |
| Battschuluuny Bat-Orgil | 1000 m      | 1:40,41 min | 4       | ausgeschieden | ausgeschieden | ausgeschieden | ausgeschieden | ausgeschieden | ausgeschieden | 29   |